# Giovanni Maria Riminaldi
Giovanni Maria Riminaldi (Ferrara, 4 ottobre 1718 – Assisi, 12 ottobre 1789) è stato un cardinale italiano.

## Biografia
Nacque il 4 ottobre 1718.
Papa Pio VI lo elevò al rango di cardinale nel concistoro del 14 febbraio 1785.
Nel 1770 fu incaricato da papa Clemente XIV di occuparsi della riforma dell’Università di Ferrara.
Nel 1771 assegnò la cattedra di matematica ed idrostatica a Gianfrancesco Malfatti con l'obbiettivo di modernizzare l'ateneo ed introdurre veri ed illustri specialisti.
Morì il 12 ottobre 1789.
Raffinato collezionista, fra il 1780 e il 1782 stabilì che, alla sua morte, la sua «domestica libraria» sarebbe stata donata alla biblioteca universitaria di Ferrara (oggi biblioteca Ariostea) e le opere d'arte da lui raccolte avrebbero dovuto essere conservate nel museo universitario da lui stesso collocato nel nuovo palazzo Paradiso .
Oggi tali opere sono conservata a Ferrara, alcuni a quadri con ritratti di cardinali a palazzo Paradiso e parte della collezione a palazzo Schifanoia .